# Olocausto in Bielorussia
L'Olocausto in Bielorussia si riferisce alla sistematica discriminazione e allo sterminio degli ebrei che vissero nell'ex Repubblica Socialista Sovietica Bielorussa occupata dalla Germania nazista dopo l'agosto 1941, durante la seconda guerra mondiale. Si stima che circa 800 000 ebrei bielorussi (o circa il 90% della popolazione ebraica della Bielorussia) siano stati uccisi durante l'Olocausto.

## Contesto storico
L'Olocausto perpetrato dal Terzo Reich nel territorio della Bielorussia iniziò nell'estate del 1941, durante l'Operazione Barbarossa. Minsk fu bombardata e conquistata dalla Wehrmacht il 28 giugno 1941. Secondo Hitler, l'Operazione Barbarossa rappresentò la guerra della Germania contro il bolscevismo ebraico.
Il 3 luglio 1941, durante la prima "selezione" a Minsk, 2 000 membri ebrei dell'intellighenzia furono condotti in una foresta e massacrati. Le atrocità commesse oltre la frontiera tedesco-sovietica furono registrate dalle Einsatzgruppen lungo il confine prebellico tra Bielorussia e Polonia. I nazisti fecero di Minsk il centro amministrativo del Reichskomissariat Ostland, a partire dal 15 luglio 1941 a tutti gli ebrei fu ordinato di indossare un distintivo giallo sui loro indumenti, pena la morte, e il 20 luglio 1941 fu annunciata la creazione del ghetto di Minsk: in due anni divenne il più grande ghetto dell'Unione Sovietica occupata dai tedeschi, con una popolazione di oltre 100000 ebrei.

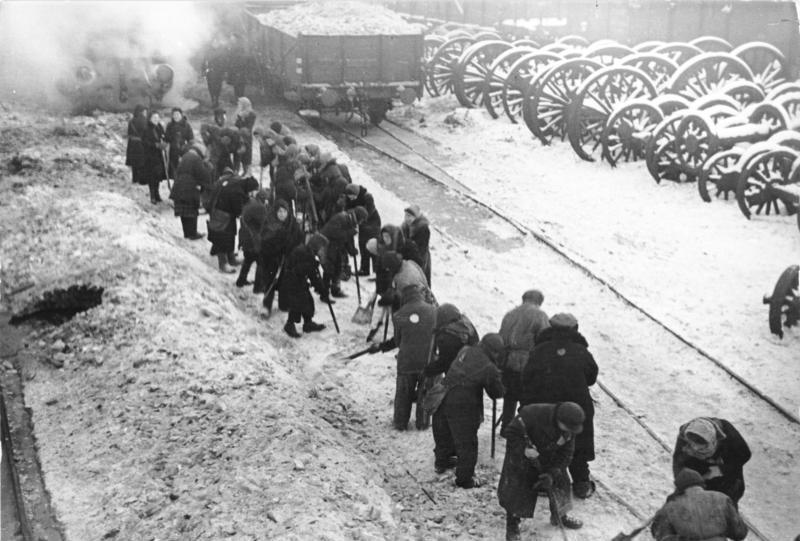
Prigionieri ebrei del ghetto di Minsk che spazzano la neve alla stazione, febbraio 1942

La parte meridionale dell'odierna Bielorussia fu annessa al neonato Reichskommissariat Ucraina il 17 luglio 1941, inclusa la regione più orientale di Homel' della RSFS russa, entrando a far parte dello Shitomir Generalbezirk incentrato su Žytomyr. I tedeschi determinarono l'identità degli ebrei tramite la registrazione o emanando dei decreti, furono separati dalla popolazione generale e confinati in ghetti di fortuna.
Poiché la leadership sovietica fuggì da Minsk senza ordinare l'evacuazione, la maggior parte degli abitanti ebrei fu catturata: ci furono 100 000 prigionieri detenuti nel ghetto di Minsk, a Babrujsk 25 000, a Vicebsk 20 000, a Mahilëŭ 12 000, a Homel' oltre 10 000, a Sluck 10 000, a Borisov 8 000 e a Polack 8 000. Nella sola regione di Homel' furono istituiti venti ghetti in cui furono imprigionate almeno 21 000 persone.

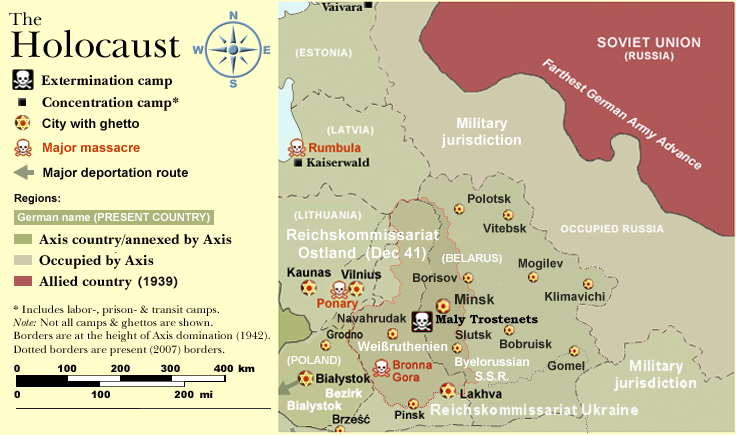
L'Olocausto nel Reichskommissariat Ostland, che includeva la Bielorussia

Nel novembre 1941 i nazisti radunarono 12 000 ebrei nel ghetto di Minsk per fare spazio ai 25 000 ebrei stranieri in attesa di essere espulsi dalla Germania, dall'Austria e dal Protettorato di Boemia e Moravia. La mattina del 7 novembre 1941 il primo gruppo di prigionieri fu radunato, sistemato in colonne e gli fu ordinato di marciare cantando i canti rivoluzionari, furono anche costretti a sorridere per le telecamere. Una volta oltre Minsk, 6 624 ebrei furono caricati su camion e portati nel vicino villaggio di Tuchinka dove furono fucilati dai membri dell'Einsatzgruppe A. Il gruppo successivo di oltre 5 000 ebrei li seguì a Tuchinka il 20 novembre 1941.

## Olocausto dei proiettili
A seguito dell'annessione sovietica del 1939 del territorio polacco, che comprendeva la Bielorussia occidentale sovietica, la popolazione ebraica della regione quasi triplicò. Nel giugno 1941, all'inizio dell'Operazione Barbarossa, ci furono 670 000 ebrei nella regione polacca e 405 000 ebrei nella regione sovietica dell'attuale Bielorussia. L'8 luglio 1941, Reinhard Heydrich, capo dell'Ufficio per la sicurezza del Reich, ordinò che tutti gli ebrei maschi nel territorio occupato, di età compresa tra 15 e 45 anni, fossero fucilati a vista alla pari dei partigiani sovietici. Ad agosto, le vittime prese di mira nelle sparatorie inclusero le donne, i bambini e gli anziani. I battaglioni di polizia dell'ordine tedeschi e gli Einsatzgruppen effettuarono la prima ondata di omicidi.
Nell'Olocausto dei proiettili morirono non meno di 800 000 ebrei nel territorio dell'odierna Bielorussia. La maggior parte di loro furono fucilati dai battaglioni Einsatzgruppen, Sicherheitsdienst e della Polizia dell'Ordine aiutati dalle Schutzmannschaften. In particolare, quando la maggior parte delle comunità ebraiche fu annientata nella prima ondata omicida, il numero dei collaboratori bielorussi fu ancora considerevolmente piccolo, quindi la Schutzmannschaft in Bielorussia contò per la maggior parte sui volontari lituani, ucraini e lettoni.
Lo storico Martin Gilbert scrisse che il commissario generale Generalbezirk Weißruthenien, Wilhelm Kube, partecipò personalmente alle uccisioni del 2 marzo 1942 nel ghetto di Minsk. Durante la perquisizione della zona del ghetto da parte della polizia nazista, un gruppo di bambini fu sequestrato e gettato in un profondo pozzo di sabbia ricoperto di neve. "In quel momento arrivarono diversi ufficiali delle SS, tra cui Wilhelm Kube, immacolato nella sua uniforme, che gettò manciate di caramelle ai bambini urlanti. Tutti i bambini morirono nella sabbia."

## Ricerca del dopoguerra

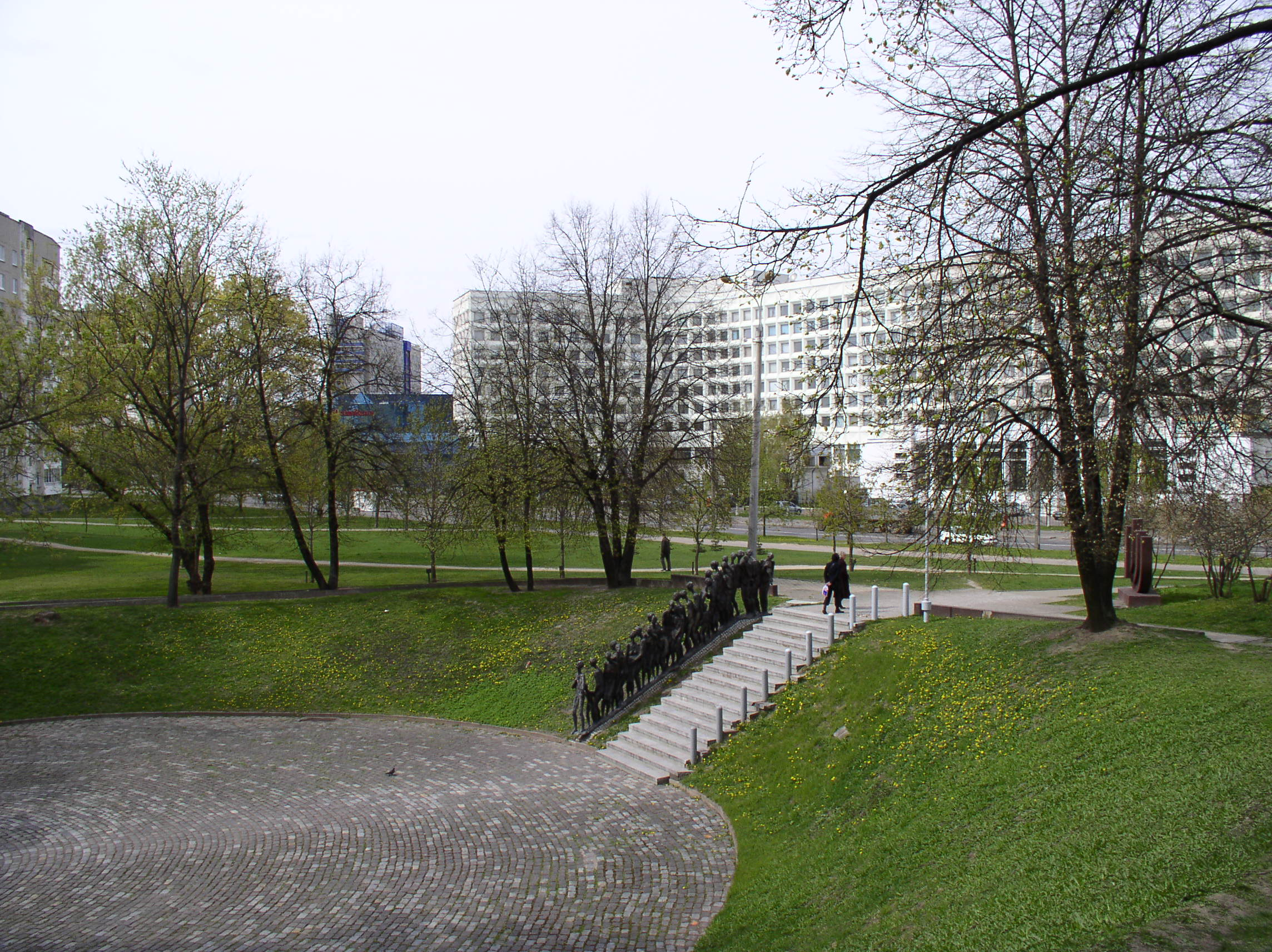
Il pozzo è un monumento dedicato alle vittime dell'Olocausto a Minsk

Negli anni '70 e '80 lo storico e refusenik sovietico Daniel Romanovsky, che in seguito emigrò in Israele, intervistò oltre 100 testimoni, inclusi ebrei, russi e bielorussi, registrando i loro resoconti dell'Olocausto da proiettili. La ricerca sull'argomento fu difficile in Unione Sovietica a causa delle restrizioni governative. Sulla base delle sue interviste, Romanovsky concluse che i ghetti di tipo aperto nelle città bielorusse furono il risultato della precedente concentrazione di intere comunità ebraiche in aree prescritte, non furono necessari i muri. La collaborazione con i tedeschi da parte della maggior parte dei non ebrei fu in parte il risultato di atteggiamenti sviluppati sotto il dominio sovietico: vale a dire, la pratica di conformarsi allo stato totalitario, anche chiamato Homo Sovieticus.

### Giusti tra le Nazioni
A partire dal 1º gennaio 2017, lo Yad Vashem riconobbe 641 bielorussi come Giusti tra le Nazioni. Tutti i premi furono concessi dopo lo scioglimento dell'Unione Sovietica. Molti degli illustri individui vissero a Minsk e sono già deceduti.